# Ég á líf
Ég á líf (ang. I've Got a Life) – singel islandzkiego piosenkarza Eyþóra Ingiego Gunnlaugssona napisany przez Örlygura Smáriego i Pétura Örna Gudmundssona oraz wydany w 2013 roku.
W listopadzie 2012 roku utwór został zakwalifikowany do stawki półfinałowej krajowych eliminacji eurowizyjnych Söngvakeppnin jako jedna z dwunastu propozycji wybranych spośród 240 propozycji nadesłanych do siedziby lokalnego nadawcy publicznego. W styczniu 2013 roku ogłoszono, że numer zostanie zaprezentowany przez Ingiego Gunnlaugssona. Pod koniec miesiąca kompozycja została zaśpiewana przez artystę w pierwszym półfinale selekcji i awansowała do finału, w którym zdobyła ostatecznie największe poparcie jurorów i telewidzów, dzięki czemu została utworem reprezentującym Islandię podczas 58. Konkursu Piosenki Eurowizji. Była to pierwsza piosenka od 1997 śpiewana w konkursie w języku islandzkim.
16 maja utwór został wykonany przez duet w drugim półfinale konkursu i z szóstego miejsca awansował do finału, w którym zajął ostatecznie 17. miejsce z 47 punktami na koncie.

## Lista utworów
CD single
1. „Ég á líf” – 3:00

CD single (Club Mix)
1. „Ég á líf” (Club Mix) – 5:36

## Notowania na listach przebojów
| Kraj       | Lista (2013)    | Najwyższe miejsce |
| ---------- | --------------- | ----------------- |
| Islandia   | Top 30 Single   | 1                 |
| Szwajcaria | Top 75 Single   | 46                |
| Holandia   | Top 100 Singles | 84                |